# Mezinárodní letiště Pafos
Mezinárodní letiště Pafos, anglicky Paphos International Airport a řecky Διεθνές Αεροδρόμιο Πάφου, je druhé největší letiště na Kypru. IATA kód letiště je PFO a ICAO kód letiště je LCPH. Letiště, které se nachází v distriktu Pafos, je určeno pro civilní i vojenské potřeby.

## Další informace
Letiště bylo postaveno v roce 1982 a později bylo modernizováno.

## Galerie

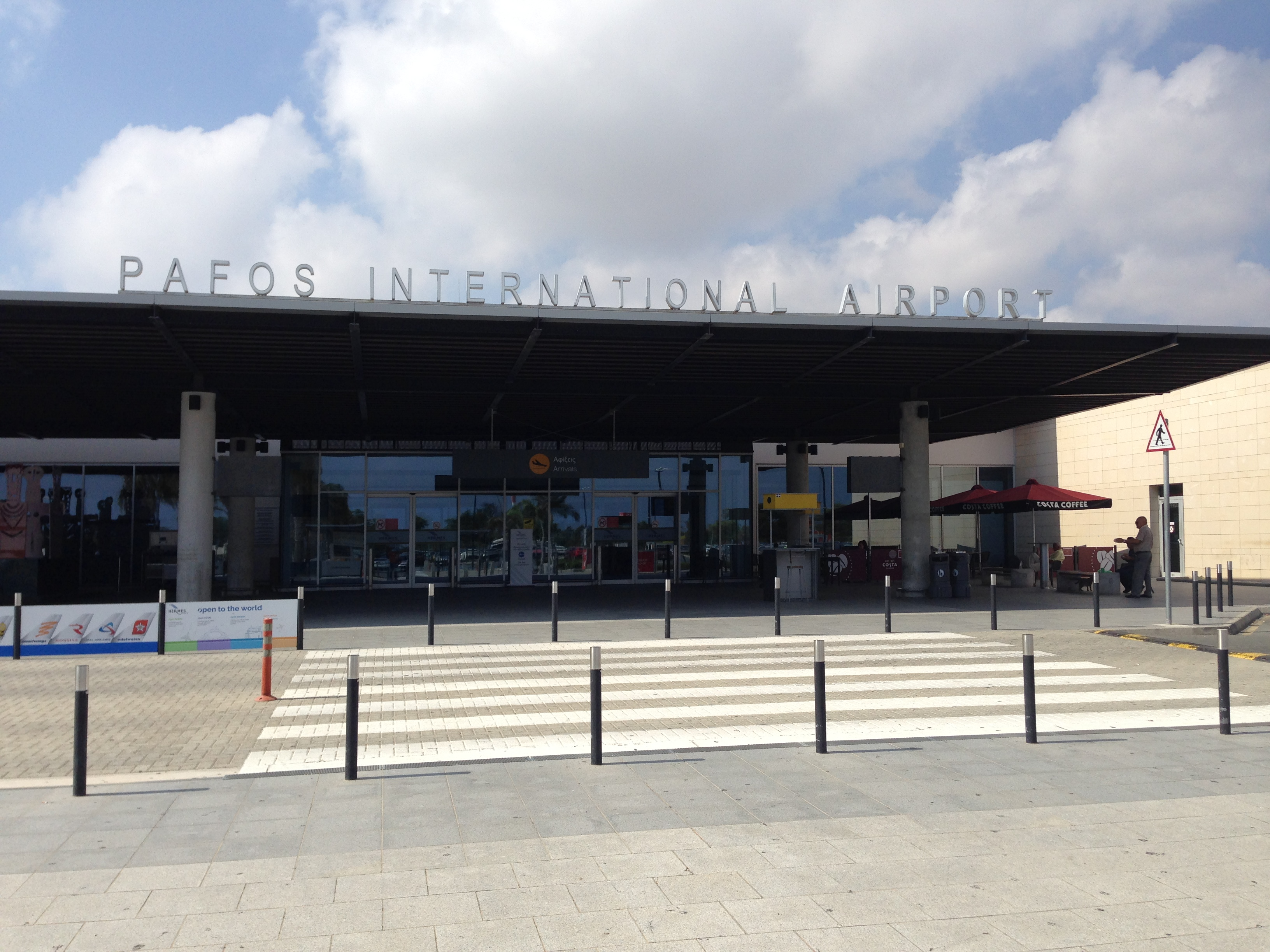
Exteriér letiště
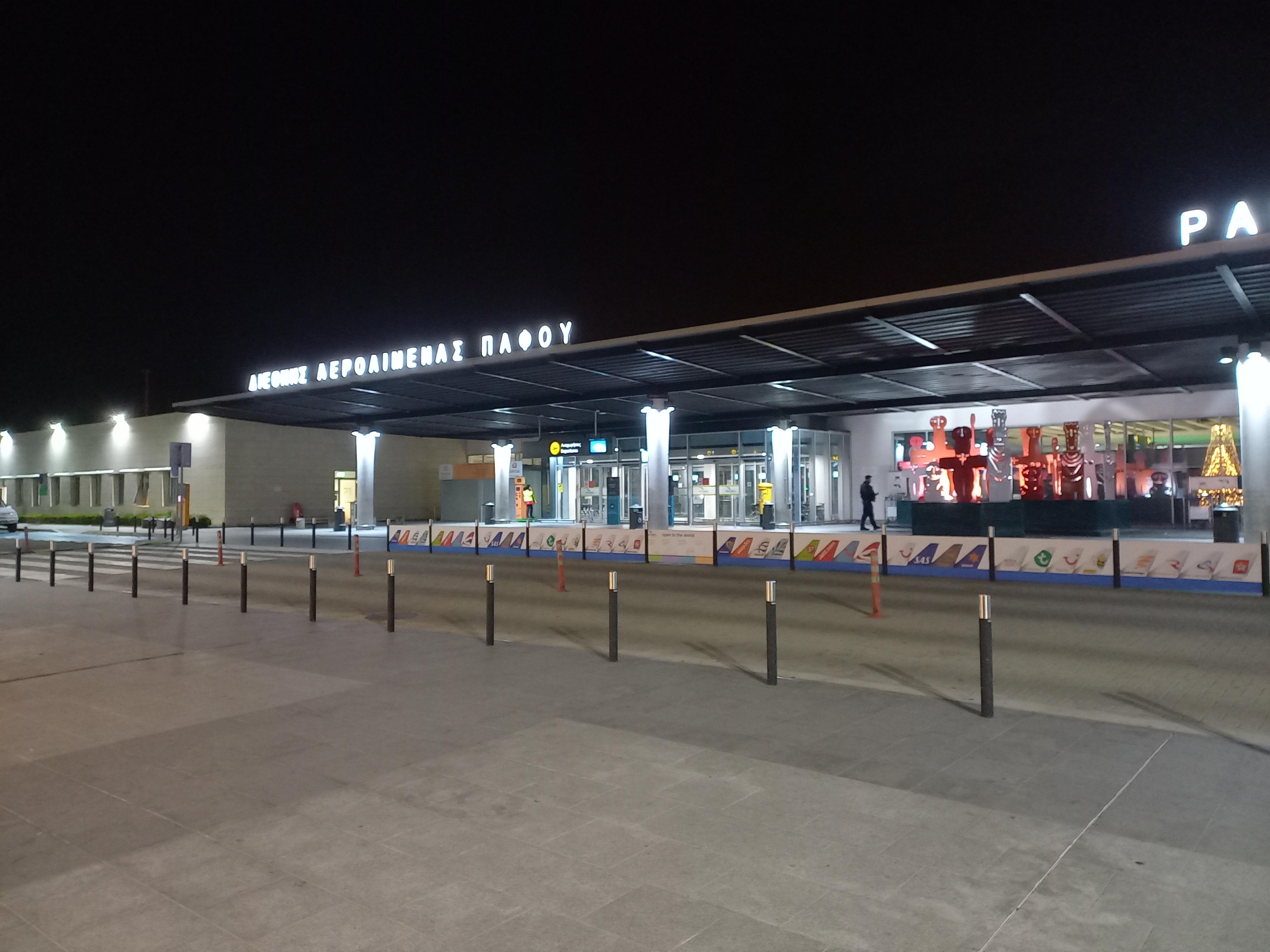
Exteliér letiště v noci